# Граль, Йенс
Йенс Граль (нем. Jens Grahl; 22 сентября 1988, Штутгарт) — немецкий футболист, вратарь клуба «Айнтрахт» (Франкфурт).

## Биография
Йенс Граль родился в городе Штутгарт. Воспитанник местных клубов «Штутгарт» и «Штутгартер Кикерс», из которых в 2006 году попал в Гройтер Фюрт", где стал выступать в составе резервной команды. Но в основе Граль так и не сыграл. В 2009 году Йенс перешел в состав «Хоффенхайма». Но и в этом клубе вратарь в большинстве своем играл только в дублирующем составе. Сыграв в основе всего 12 матчей. Один сезон в 2011 году Граль провел в аренде в составе «Падерборна», сыграв за эту команду всего один матч в кубке.
В 2016 году вратарь вернулся в родной город и где присоединился к клубу «Штутгарт», где также был резервным голкипером. 14 мая 2018 года он продлил свой контракт со «Штутгартом» до июня 2020 года. Всего в составе «Штутгарта» Граль провел 5 лет, но так никакой официальной игры за первую команду и не провел.
19 июля 2021 года Граль подписал трехлетний контракт с «Айнтрахтом» (Франкфурт). 17 апреля 2022 года из-за травм первых двух голкиперов команды Кевина Траппа и Дианта Рамая Граль получил шанс дебютировать в Бундеслиге в игре против «Унион Берлина» (0:2). В том же году его команда выиграла Лигу Европы УЕФА, впрочем, Граль в этом турнире ни разу не выходил на поле.